# Данілувка-Перша
Данілувка-Перша (пол. Daniłówka Pierwsza) — село в Польщі, у гміні Малкіня-Ґурна Островського повіту Мазовецького воєводства.
Населення — 240 осіб (2011).
У 1975-1998 роках село належало до Остроленцького воєводства.

## Демографія
Демографічна структура станом на 31 березня 2011 року:
|          | Загалом | Допрацездатний вік | Працездатний вік | Постпрацездатний вік |
| -------- | ------- | ------------------ | ---------------- | -------------------- |
| Чоловіки | 115     | 21                 | 80               | 14                   |
| Жінки    | 125     | 25                 | 64               | 36                   |
| Разом    | 240     | 46                 | 144              | 50                   |